# Gedaanteverwisselingen (Harry Potter)
Gedaanteverwisselingen of transfiguratie (Engels: Transfiguration) is een schoolvak uit de Harry Potterboeken van J.K. Rowling. Het vak wordt gegeven op Zweinstein, de school waar Harry Potter les krijgt in magie. Het is een van de hoofdvakken in de schooljaren één tot en met vijf; daarna is het een keuzevak. Waarschijnlijk was schooloprichtster Rowena Ravenklauw de eerste docent die in dit schoolvak les gaf.
In de boeken en films wordt het schoolvak gegeven door Minerva Anderling. Zij leert er de kinderen hoe ze de vorm en het uiterlijk van voorwerpen, dieren en mensen kunnen veranderen. Deze verandering betreft niet slechts een ander uiterlijk: het voorwerp of wezen verandert ook echt. Dit in tegenstelling tot de Wisseldrank, waarbij alleen het uiterlijk wijzigt.
In de eerste les van de eerste klas verandert Anderling bij wijze van demonstratie haar bureau in een varken en weer terug. In de derde klas komt ze als kat binnen en verandert zich vervolgens terug in zichzelf. De eerstejaars leerlingen beginnen met een lucifer in een speld te veranderen, later pakken ze ingewikkelder zaken aan, zoals de kleur van wenkbrauwen. Later leren ook zij dierlijke transfiguraties uit te voeren. In de hogere jaren komt het transfigureren van mensen aan bod.
De praktijk van gedaanteverwisselingen behoort tot de meest ingewikkelde en gevaarlijke onderdelen van lesprogramma. Het is belangrijk dat de tovenaar beschikt over een goede beheersing van de toverstok. Ook is veel oefening een vereiste.